# Galactia mexicana
Galactia mexicana là một loài thực vật có hoa trong họ Đậu. Loài này được Spreng. miêu tả khoa học đầu tiên năm 1827.